# كأس أندورا 2016
كأس أندورا 2016 هو الموسم 24 من كأس أندورا. أقيم خلال الفترة 21 فبراير 2016 وحتى 15 مايو 2016، وأشرف على تنظيمه اتحاد أندورا لكرة القدم، وكان عدد الأندية المشاركة فيه 12، وفاز فيه اتحاد سانتا كولوما الرياضي.